# Томашов
Томашов (слч. Tomášov) насељено је мјесто са административним статусом сеоске општине (слч. obec) у округу Сењец, у Братиславском крају, Словачка Република.

## Становништво
| Година:    | 1994. | 2004.   | 2014.    | 2024.    |
| ---------- | ----- | ------- | -------- | -------- |
| Број људи: | 2029  | 2142    | 2467     | 2857     |
| Разлика:   |       | +5,56 % | +15,17 % | +15,80 % |

| Година:    | 2023. | 2024.   |
| ---------- | ----- | ------- |
| Број људи: | 2814  | 2857    |
| Разлика:   |       | +1,52 % |

Према подацима о броју становника из 2011. године насеље је имало 2.355 становника.